# Gyalomia elatina
Gyalomia elatina là một loài bướm đêm trong họ Geometridae.